# Janine Micheau
Janine Micheau (ur. 17 kwietnia 1914 w Tuluzie, zm. 18 października 1976 w Paryżu) – francuska śpiewaczka operowa, sopran.

## Życiorys
Studiowała w konserwatoriach w Tuluzie i Paryżu, na scenie zadebiutowała w 1933 roku w paryskiej Opéra-Comique rolą Cherubina w Weselu Figara. Z Opéra-Comique związana była do 1956 roku, w latach 1940–1956 występowała też w Opéra de Paris. Gościnnie śpiewała w Covent Garden Theatre w Londynie (1937), operze w San Francisco (1938), Teatro Colón w Buenos Aires (1939) i La Scali w Mediolanie (1948). W 1938 roku wystąpiła w tytułowej roli w prapremierze opery Medea Dariusa Milhauda, który dedykował jej także swoje pieśni. W 1968 roku zakończyła karierę sceniczną i zajęła się pracą pedagogiczną w Konserwatorium Paryskim i Mozarteum w Salzburgu, zasiadała też w jury wielu konkursów wokalnych.
Do jej popisowych ról należały partie tytułowe w Louise Gustave’a Charpentiera i Mireille Charles’a Gounoda, Olimpia w Opowieściach Hoffmanna Jacques’a Offenbacha, Lelia w Poławiaczach pereł Georges’a Bizeta.